# SR-3 Vikhr
El SR-3 Vikhr (en ruso: СР-3 Вихрь, transliterado como torbellino) es un fusil de asalto compacto ruso totalmente automático, que dispara el cartucho subsónico 9 x 39. Fue desarrollado por CNIITochMash (Instituto Central para Construcción de Máquinas de Precisión) a inicios de la década de 1990. Se basa en el fusil de asalto con silenciador integrado AS Val, pero carece de un silenciador integrado y tiene una culata plegable de nuevo diseño y una manija de amartillado que facilita su transporte oculto.

## SR-3M (CP-3M)

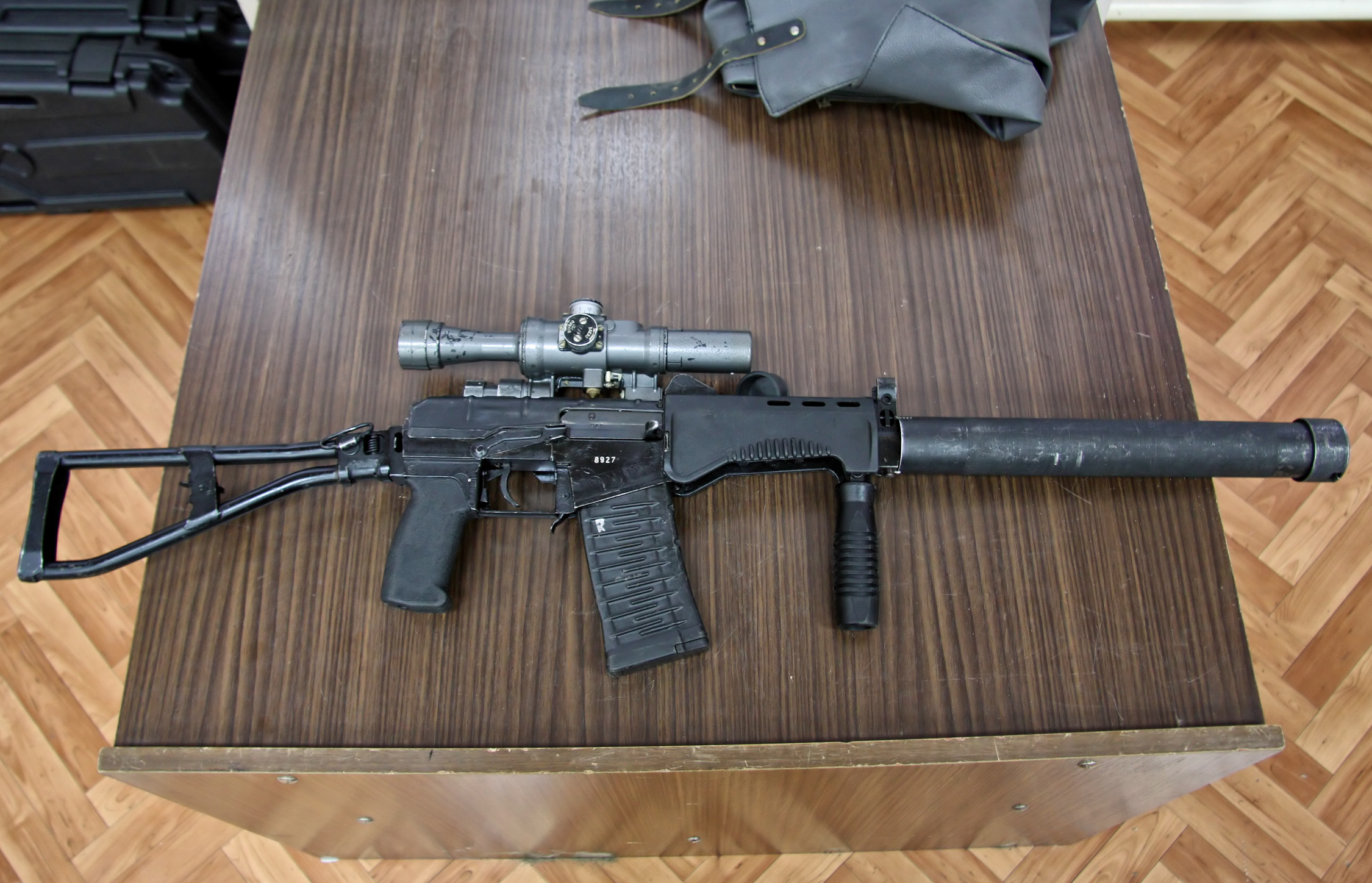
SR-3M con silenciador y mira telescópica PSO-1.

Tras la adopción del SR-3, el FSB estableció nuevos requisitos operativos con el objetivo de combinar las cualidades del SR-3, el AS Val y el VSS Vintorez, dando lugar a una nueva variante denominada SR-3M (СР-3М). Cuenta con un silenciador de desmontaje rápido y un guardamanos rediseñado con una empuñadura plegable, posiblemente para cuando se emplea sin su silenciador. Para esta arma se desarrolló un cargador recto de 30 cartuchos, que puede ser utilizado también en el AS Val y el VSS Vintorez.

## SR-3MP

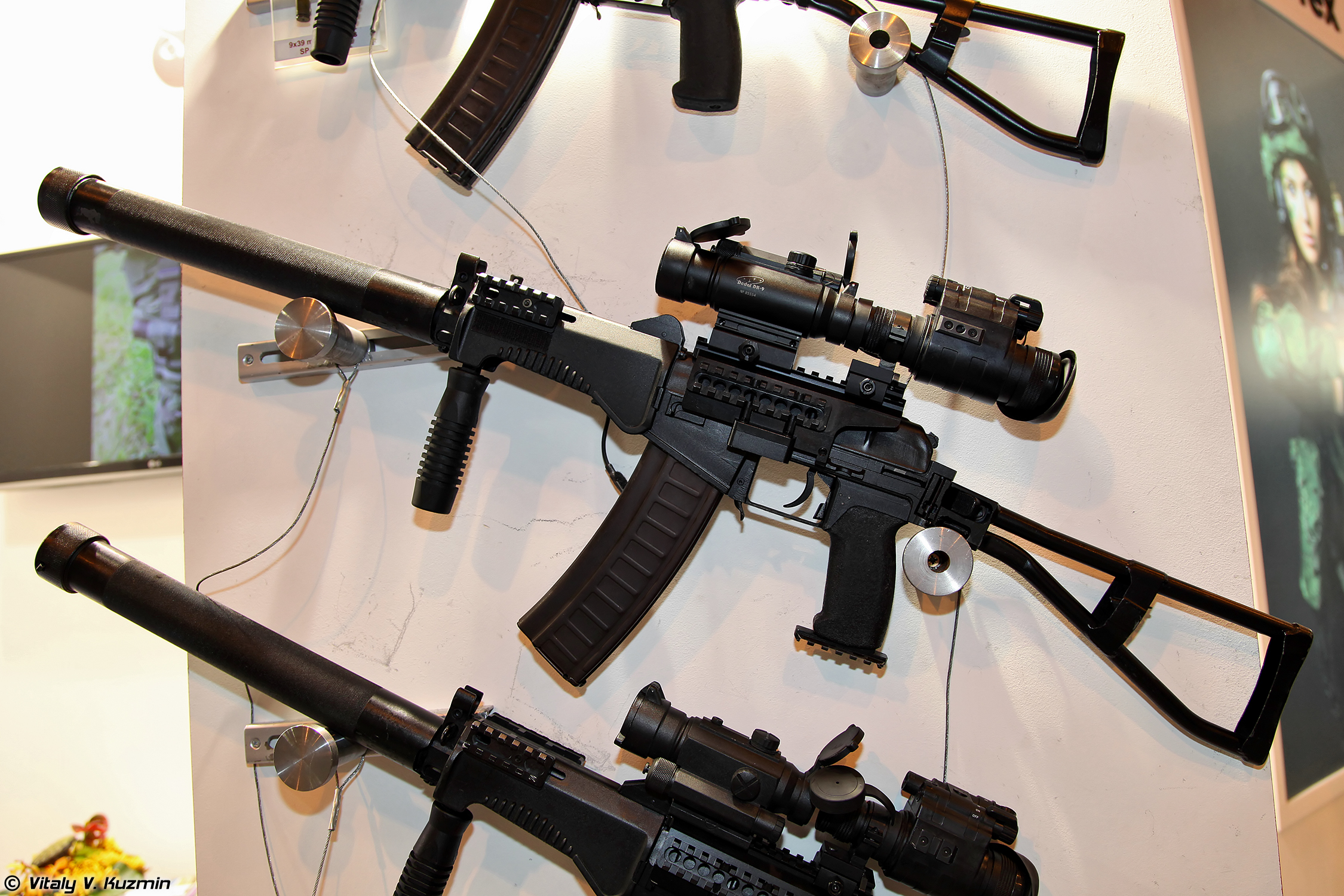
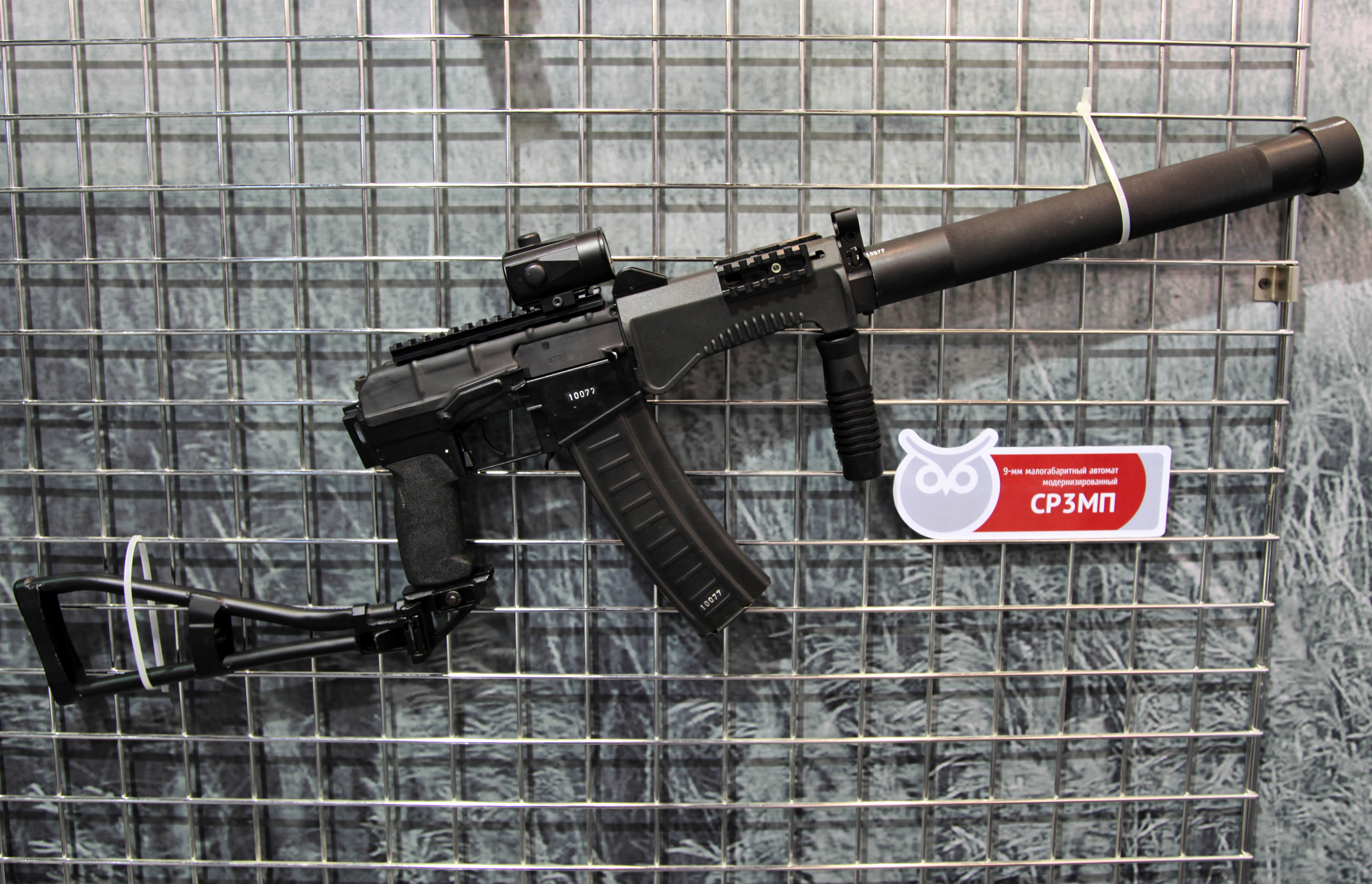
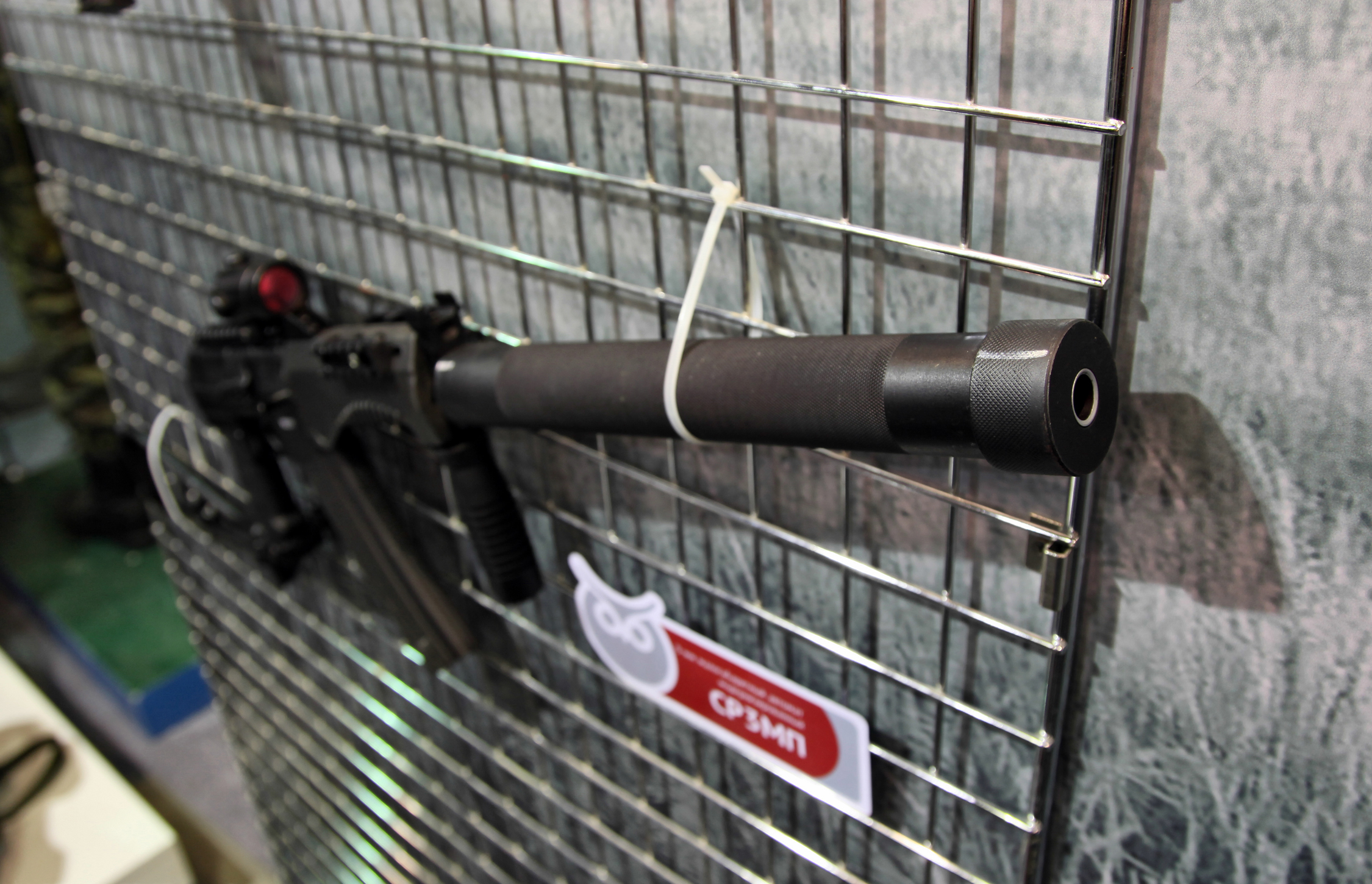
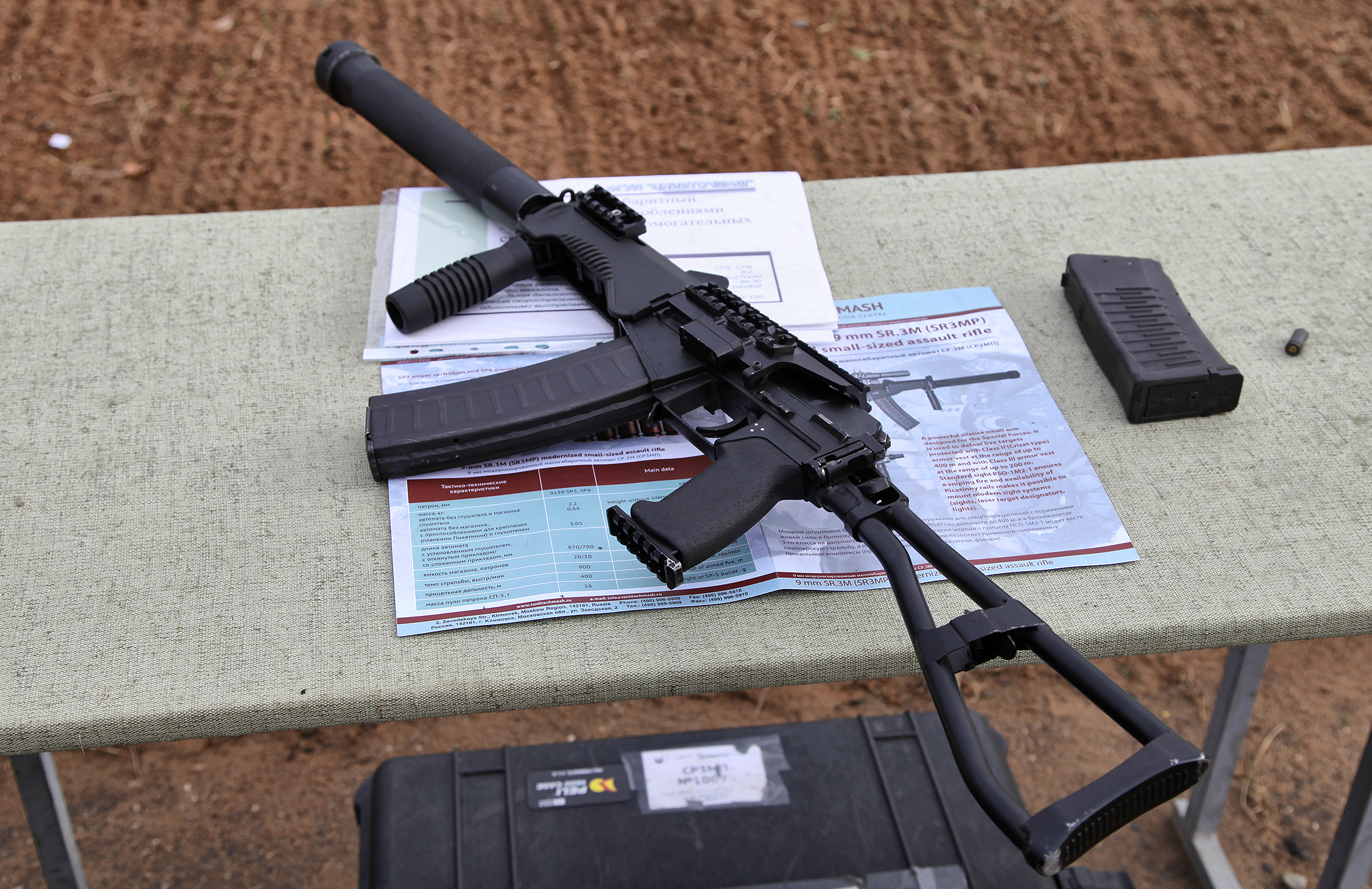
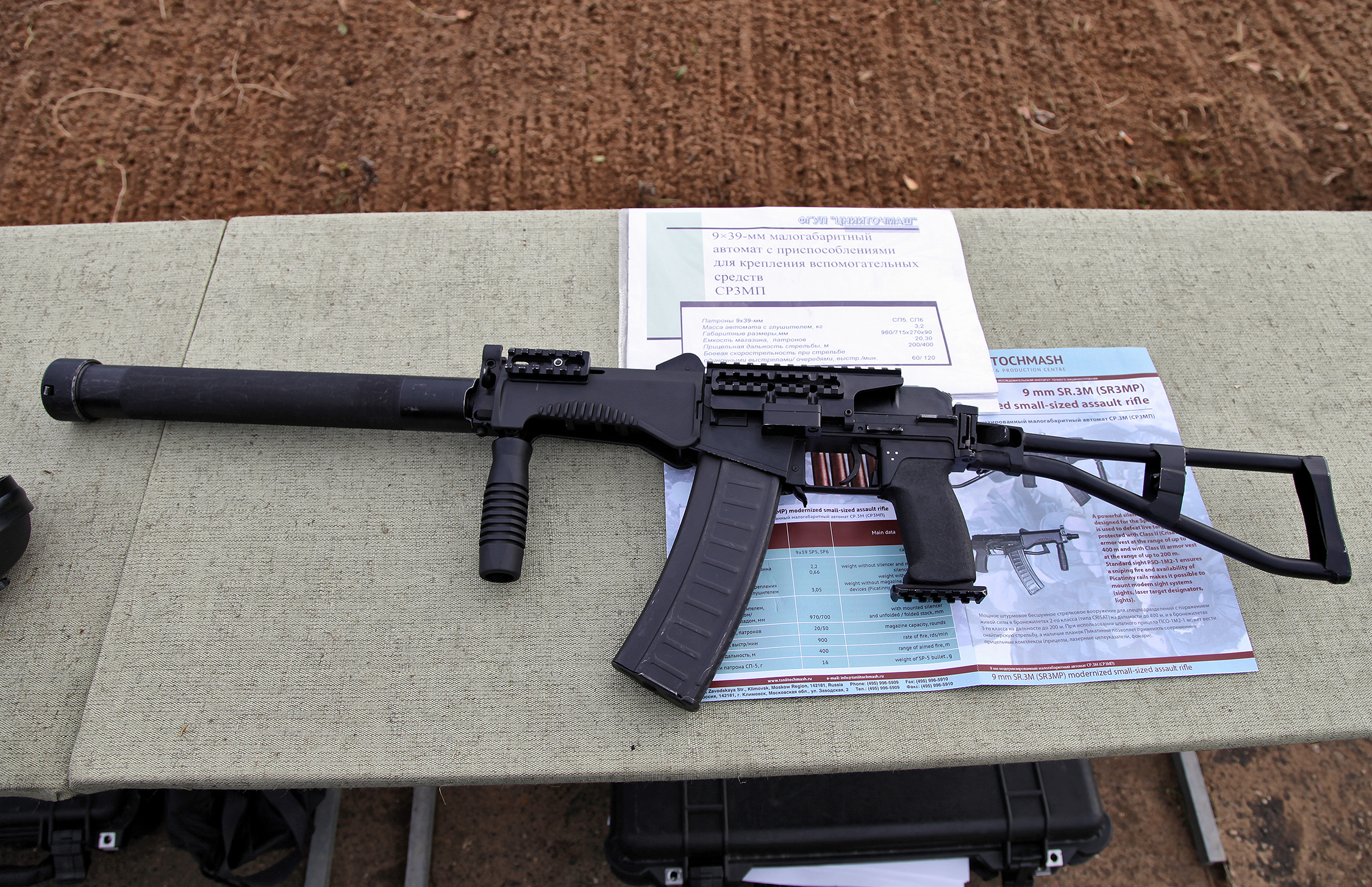

Versión con rieles Picatinny para miras ópticas y más rieles Picatinny cerca del guardamanos para otros accesorios como punteros láser o linternas tácticas. Es una versión mejorada del SR-3M cuya culata se puede deslizar hacia abajo de la empuñadura permitiendo al usuario usar máscara a prueba de balas.

### SR-3

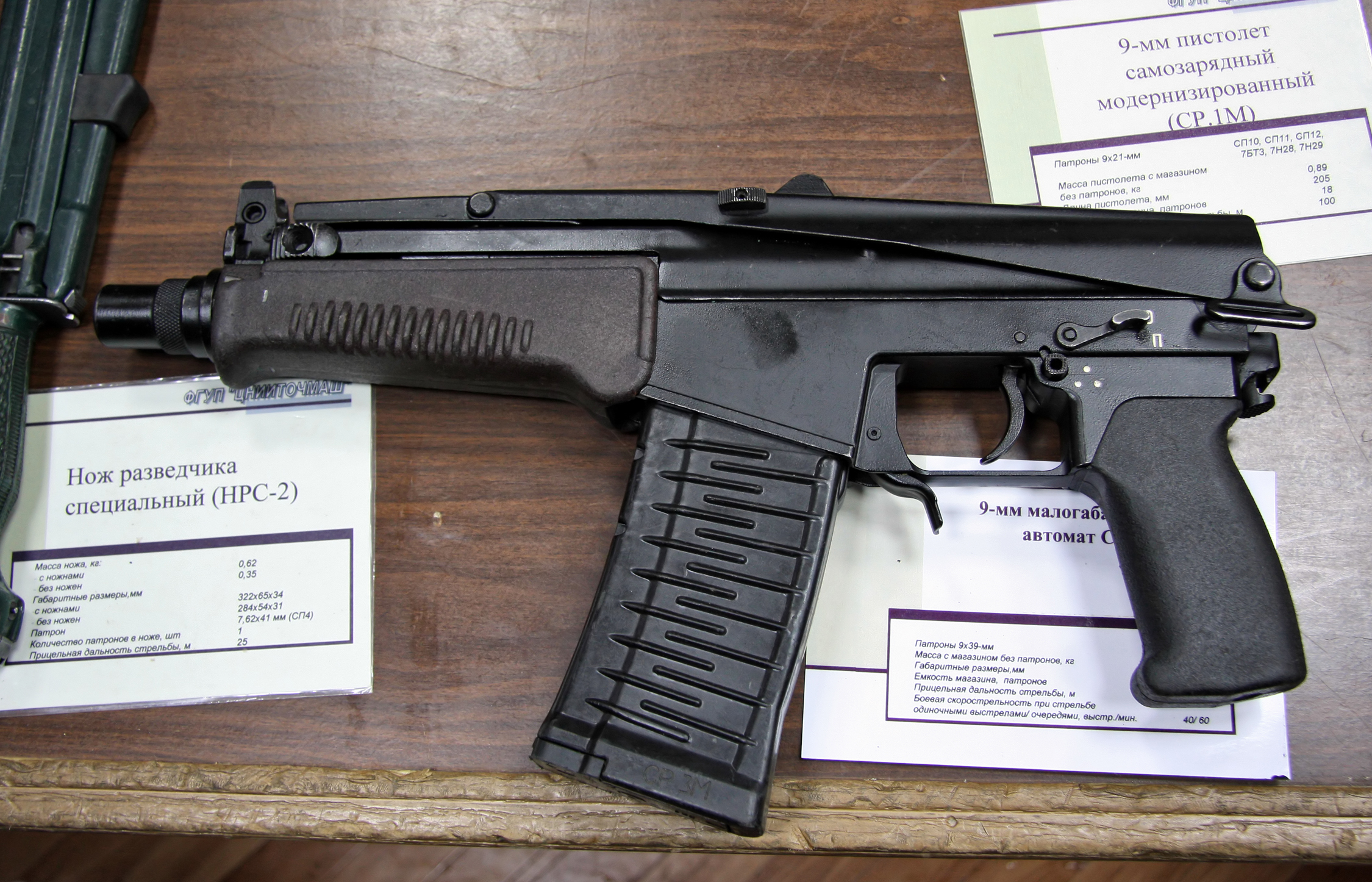
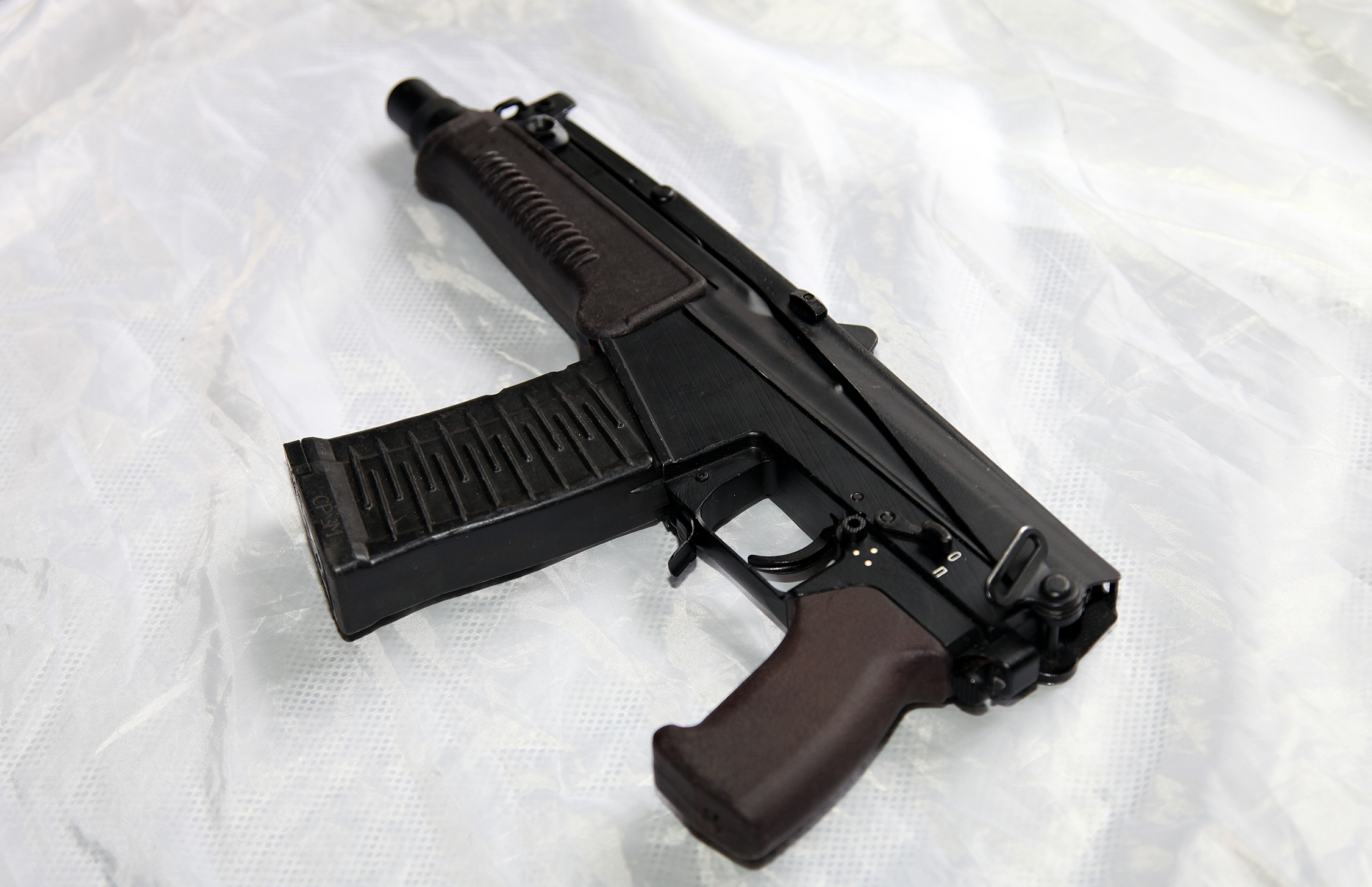
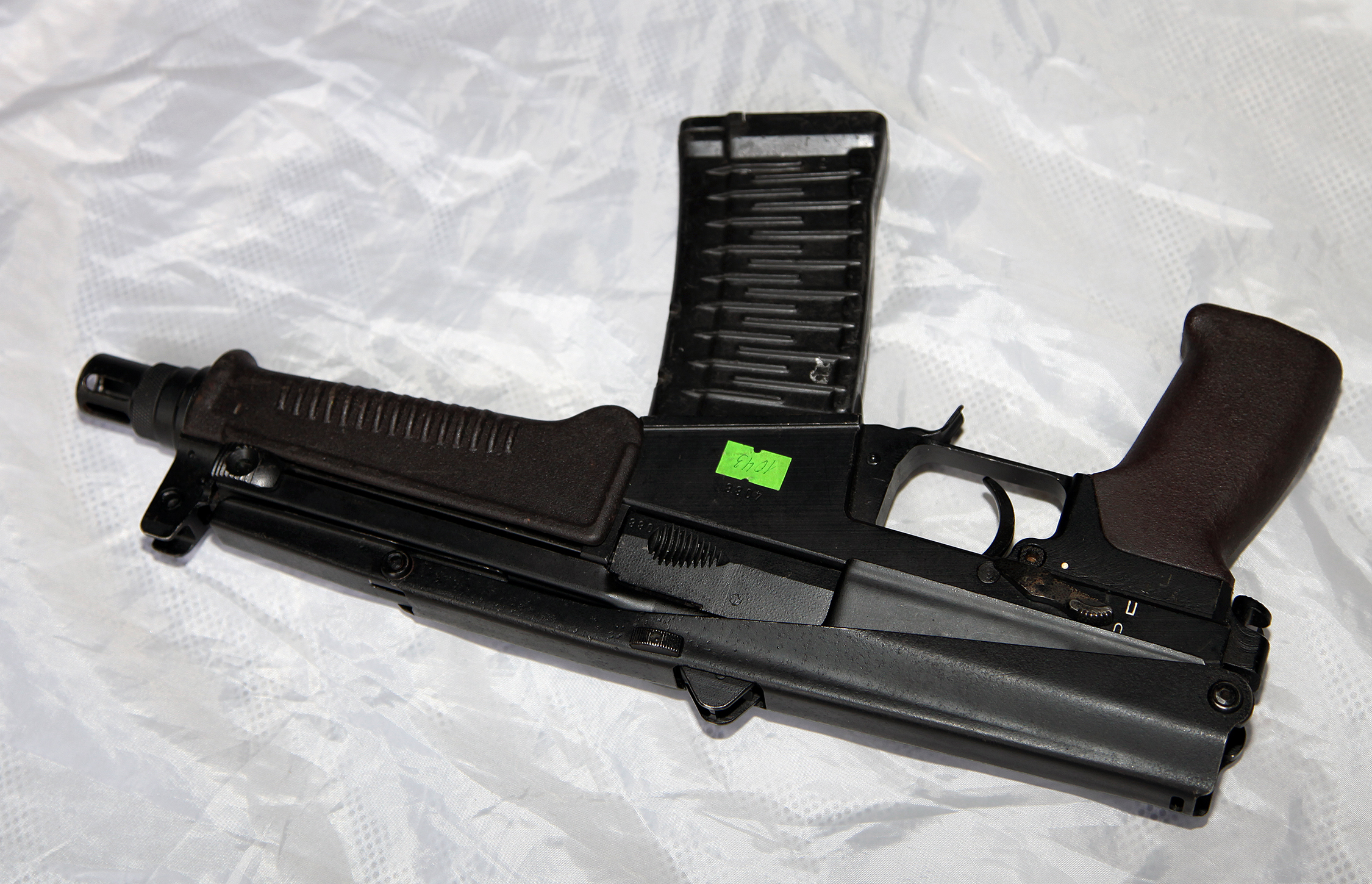
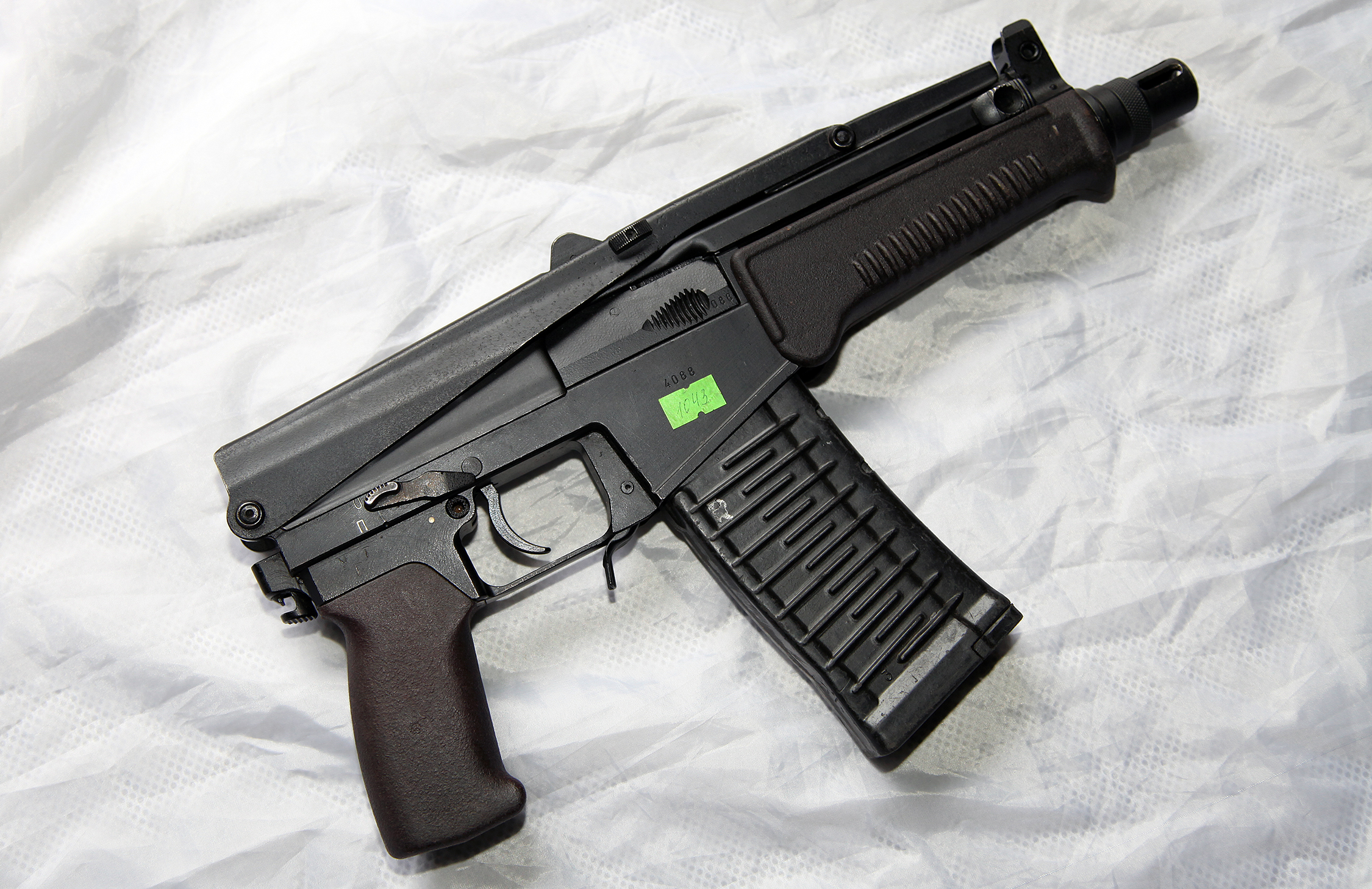
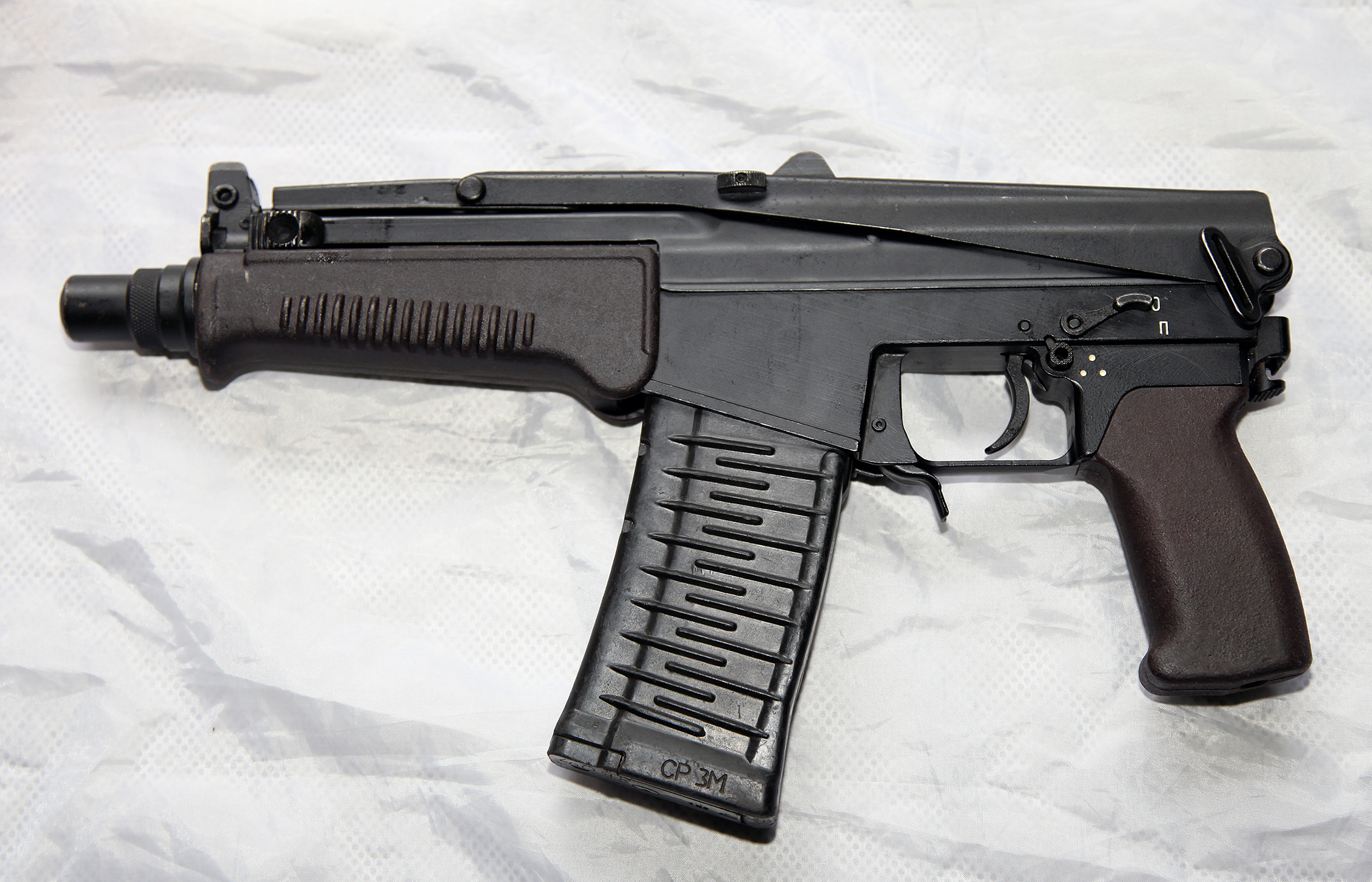
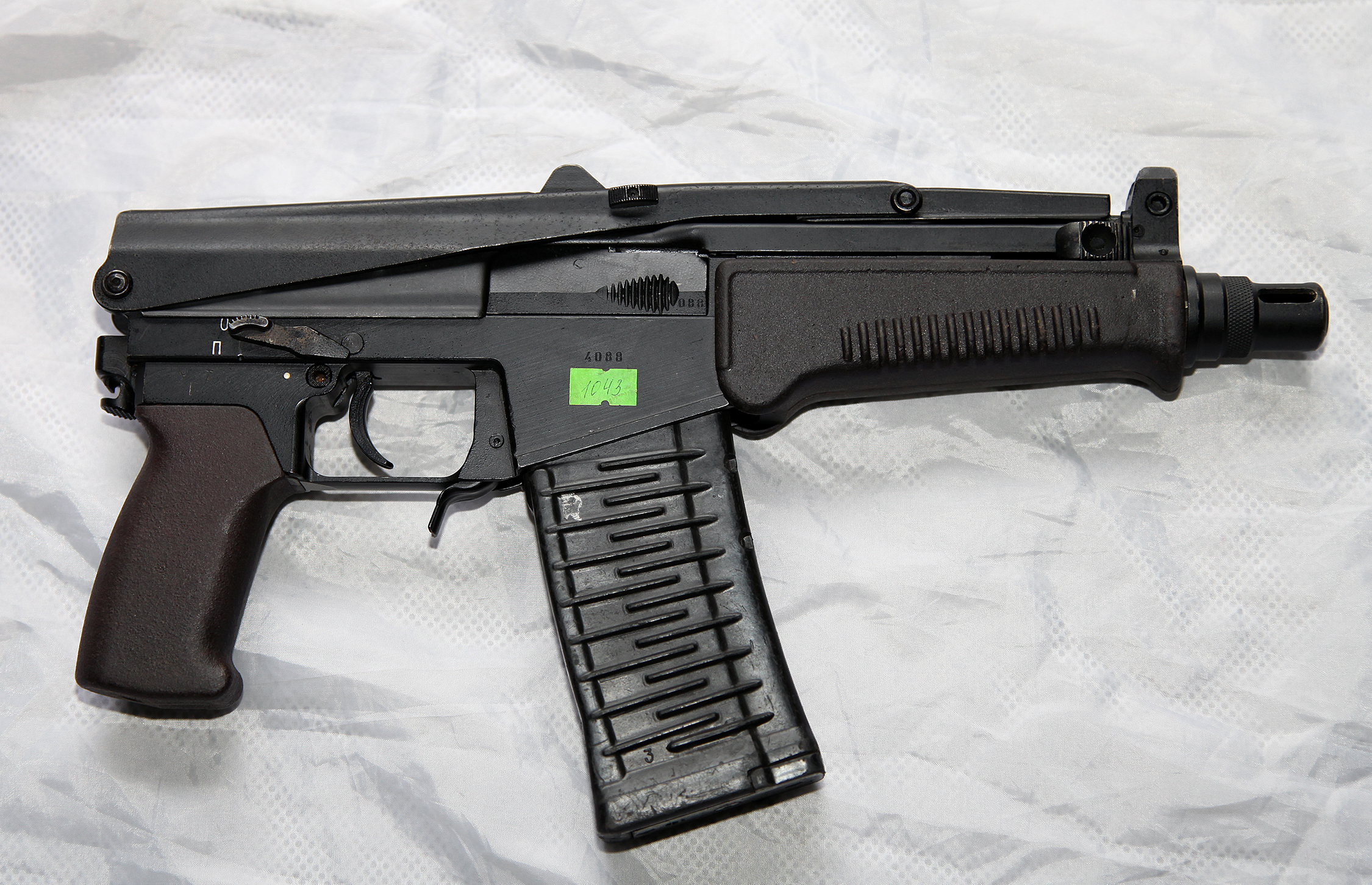
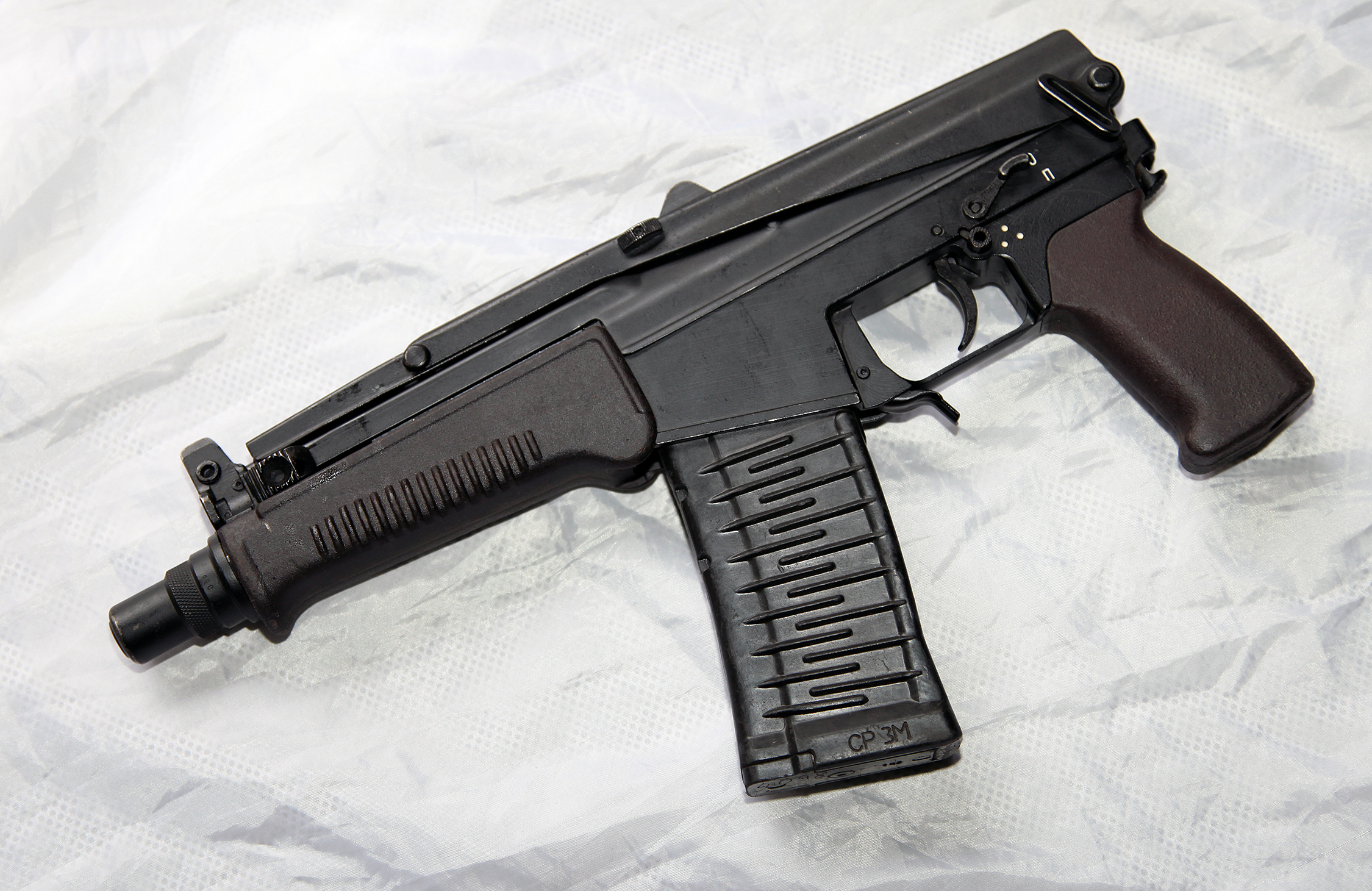
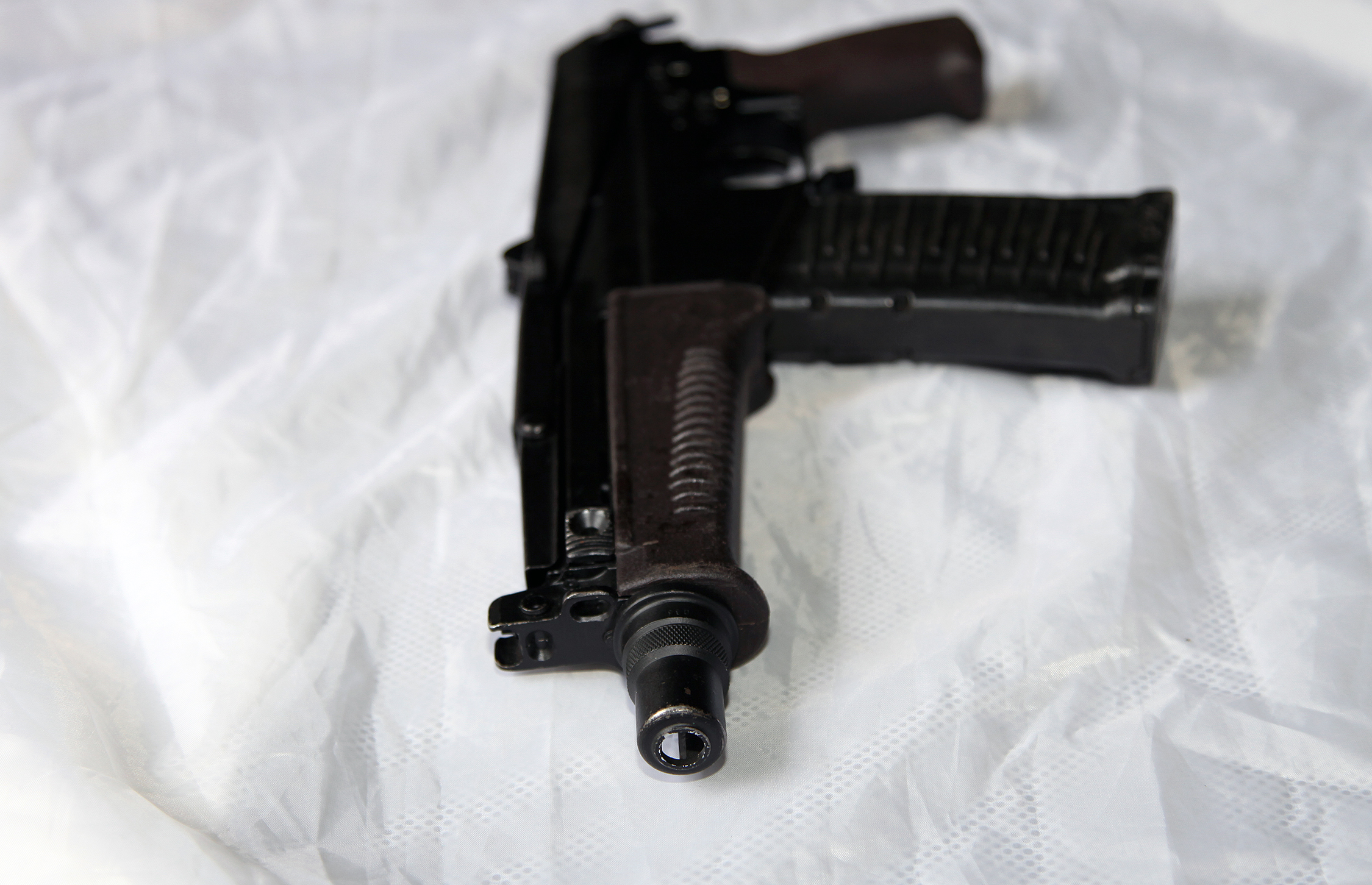
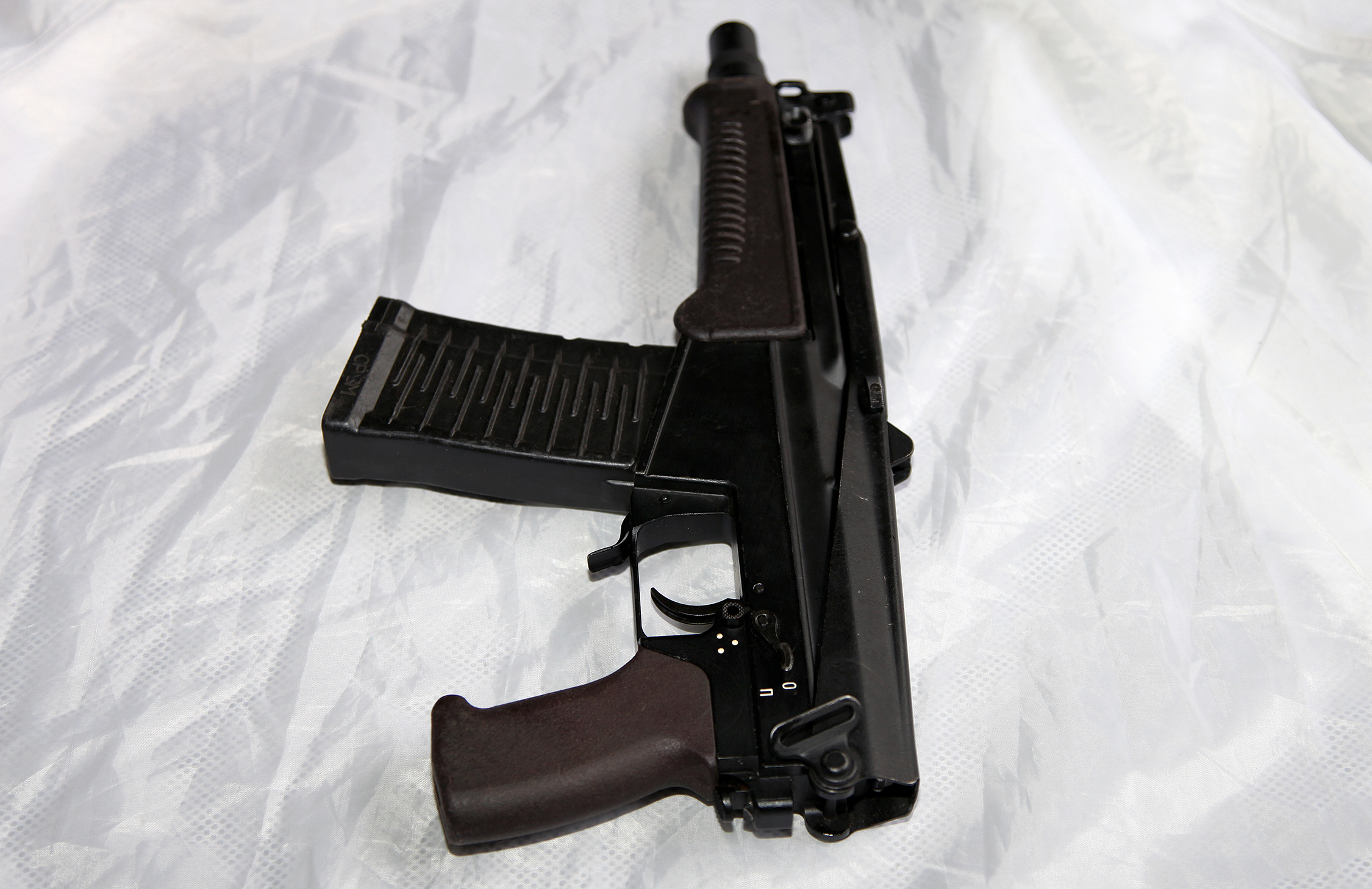
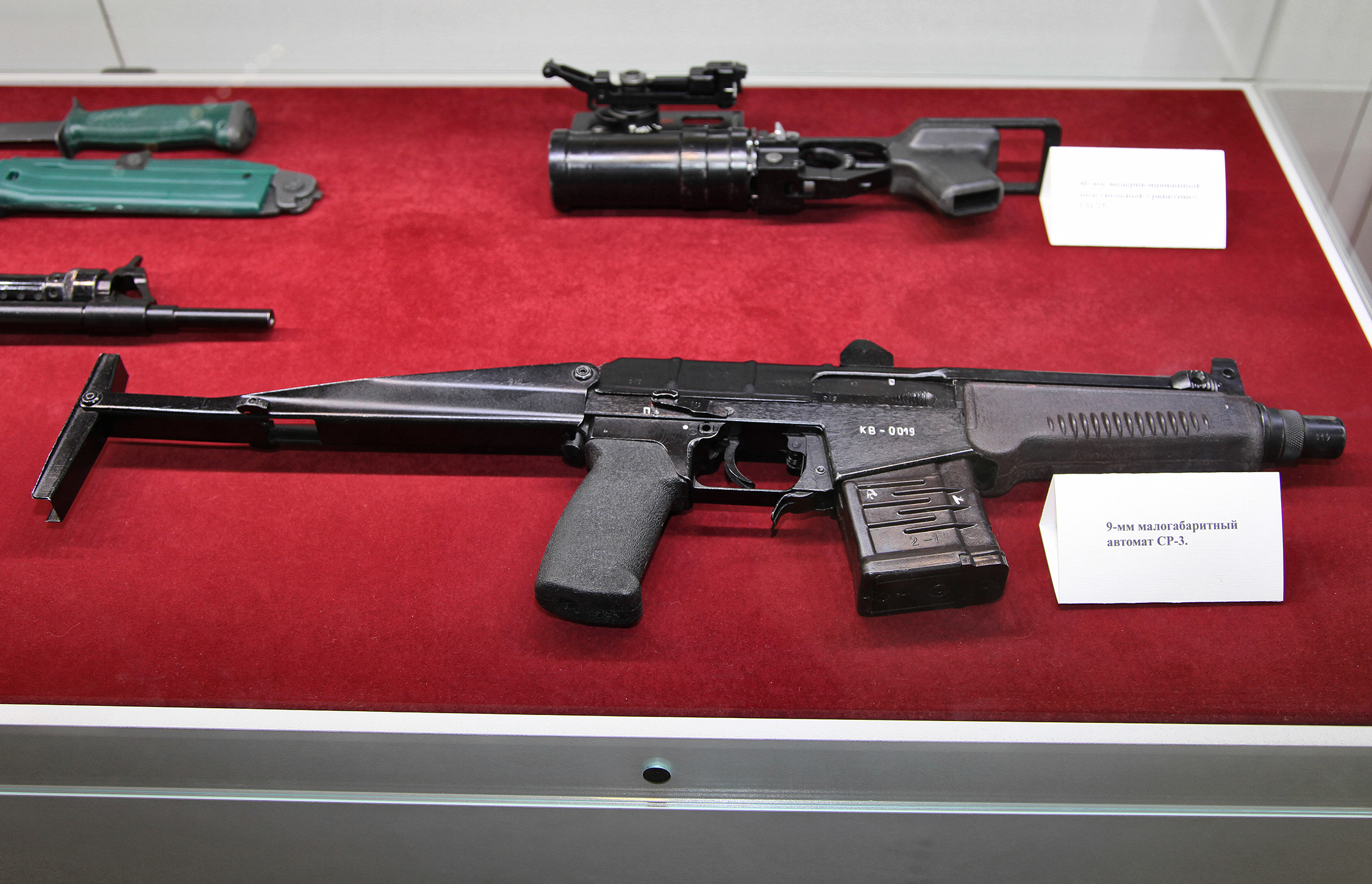

### SR-3M

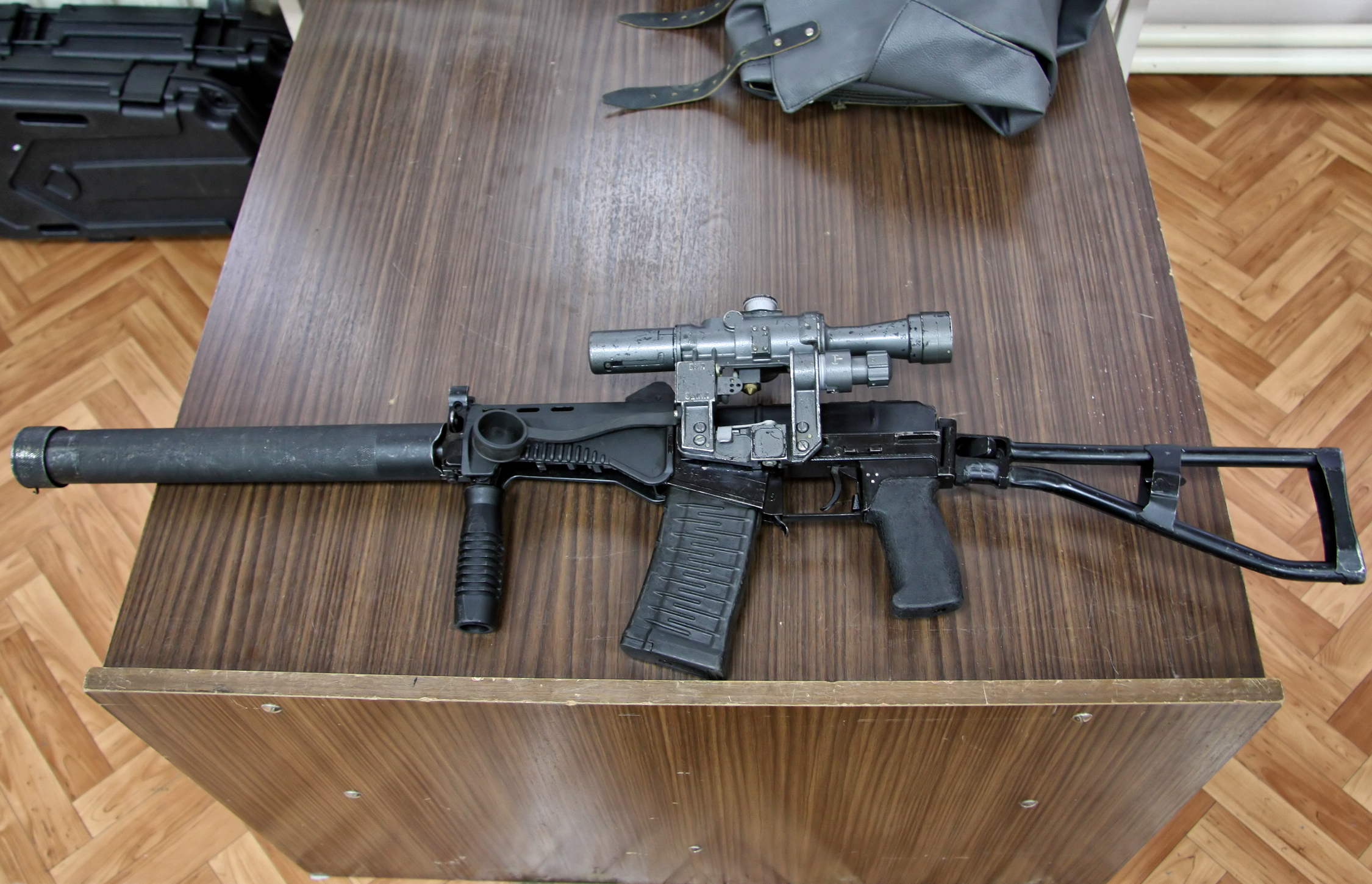
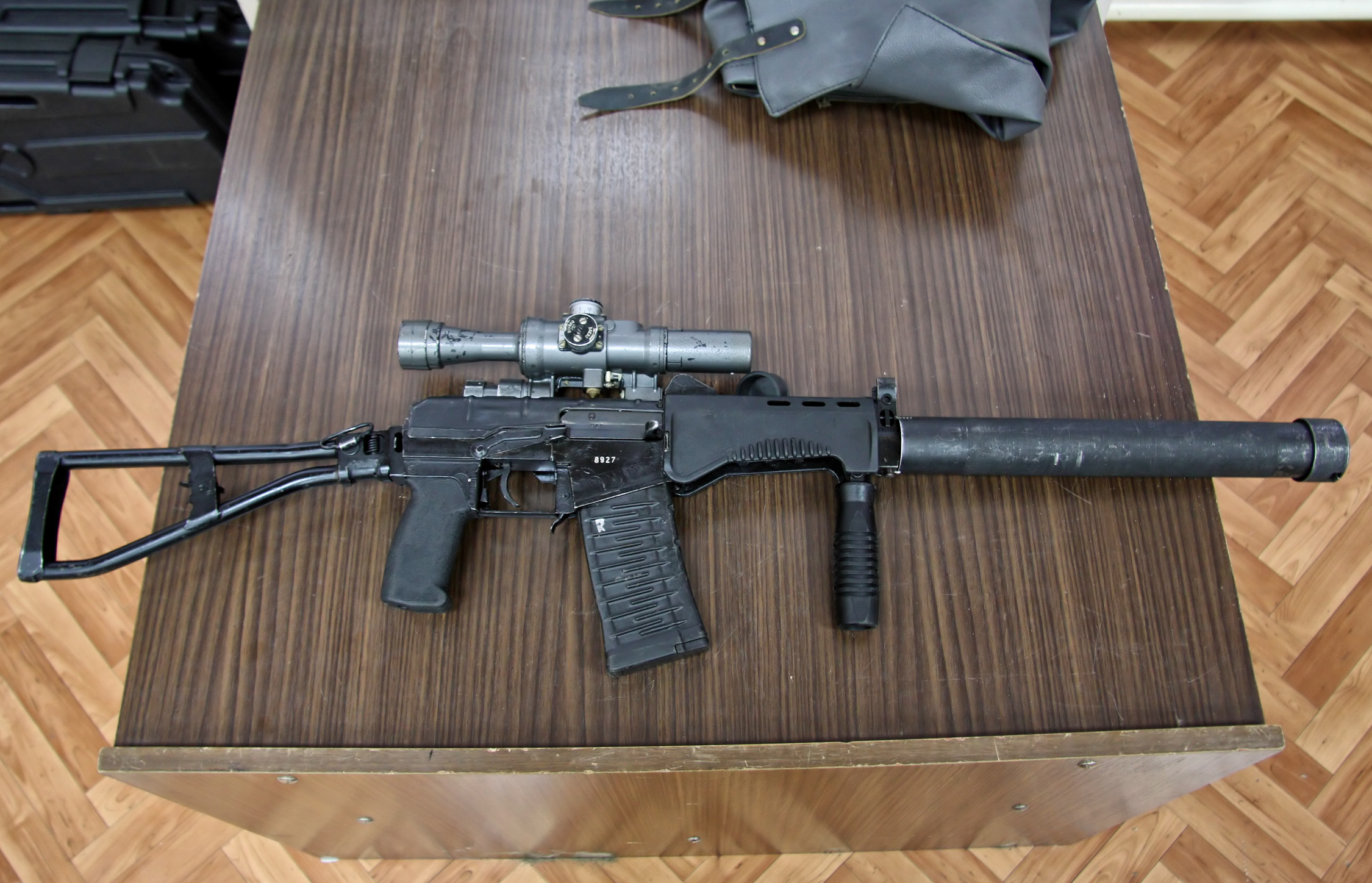
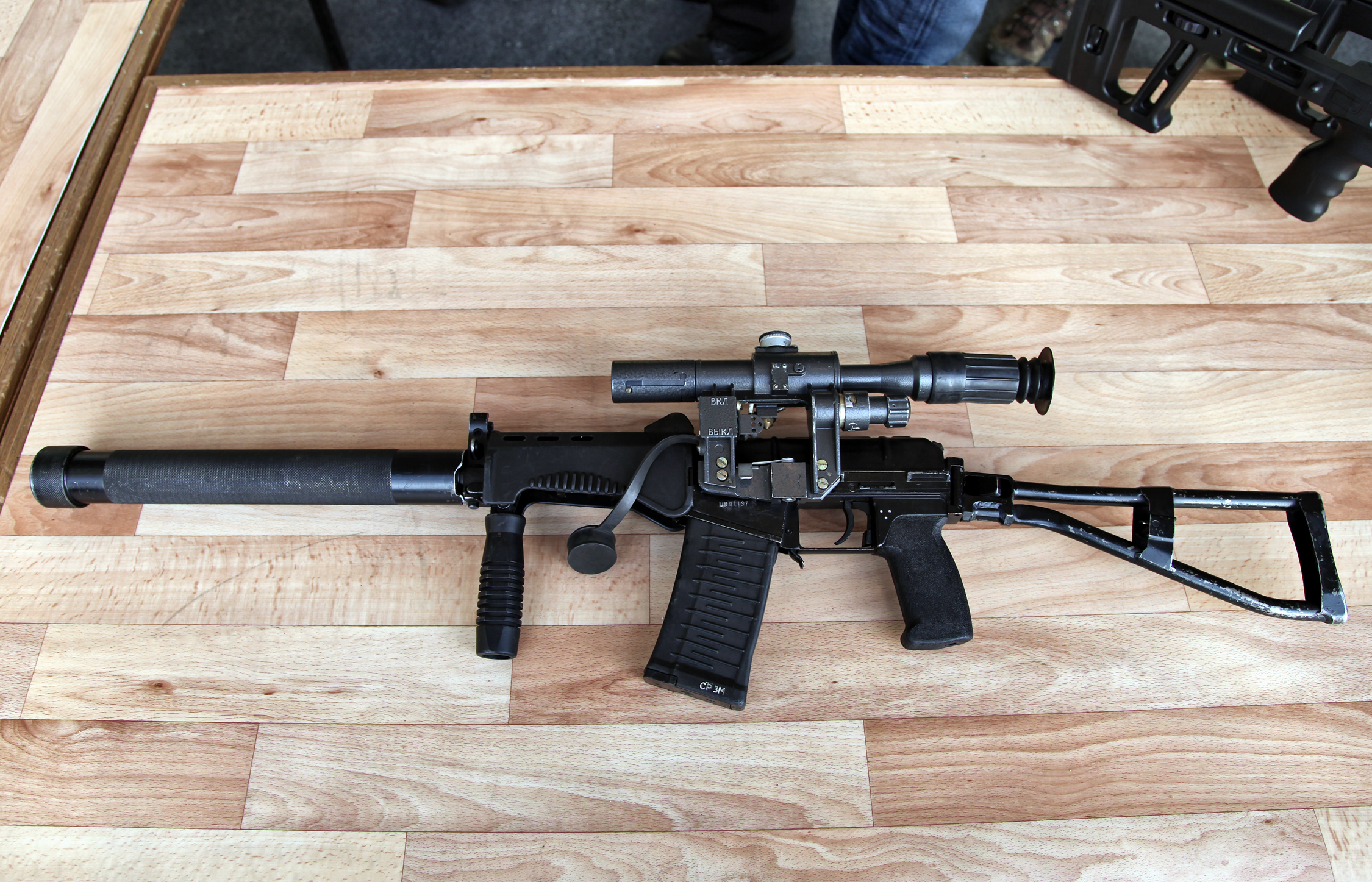
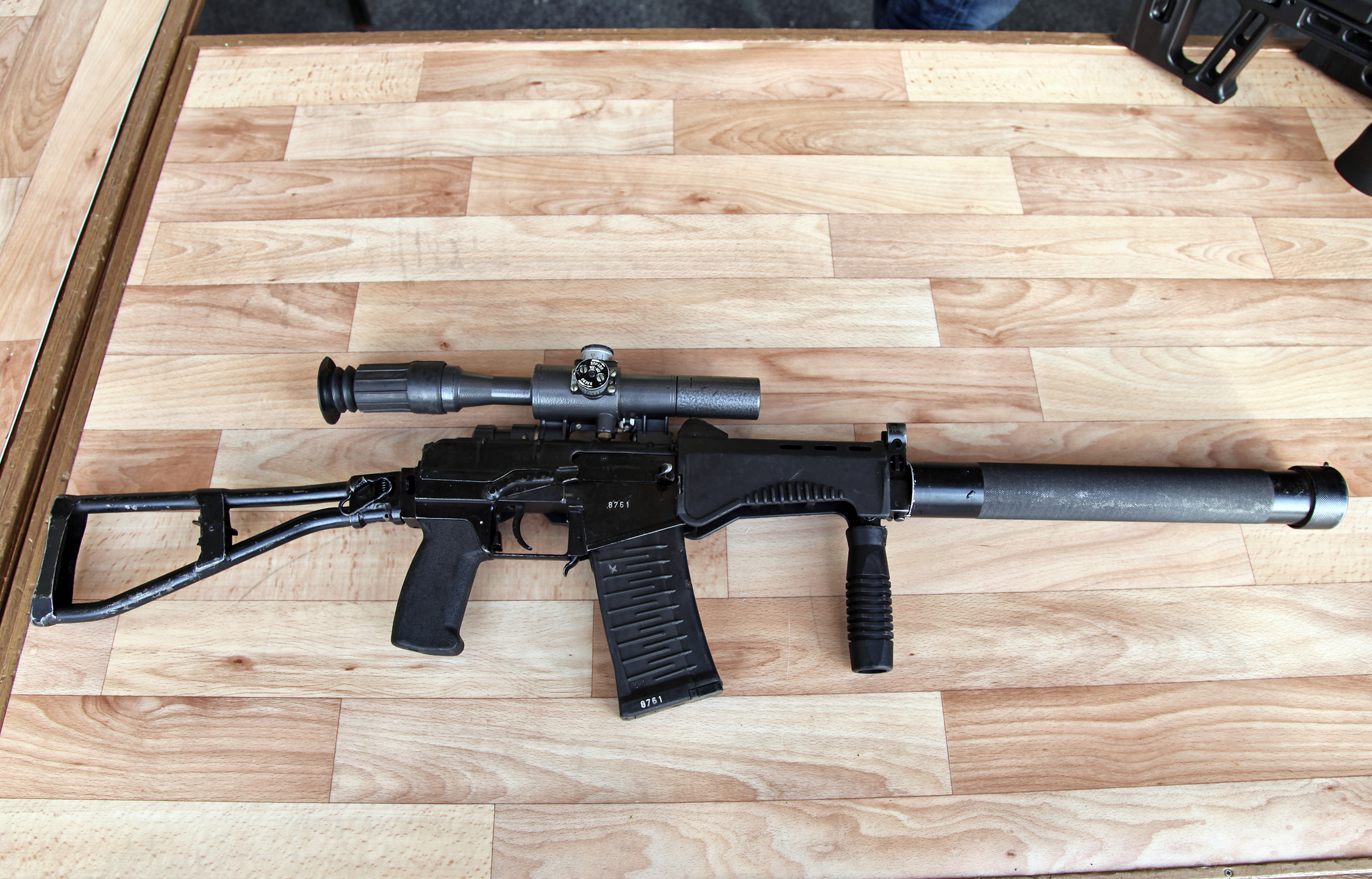
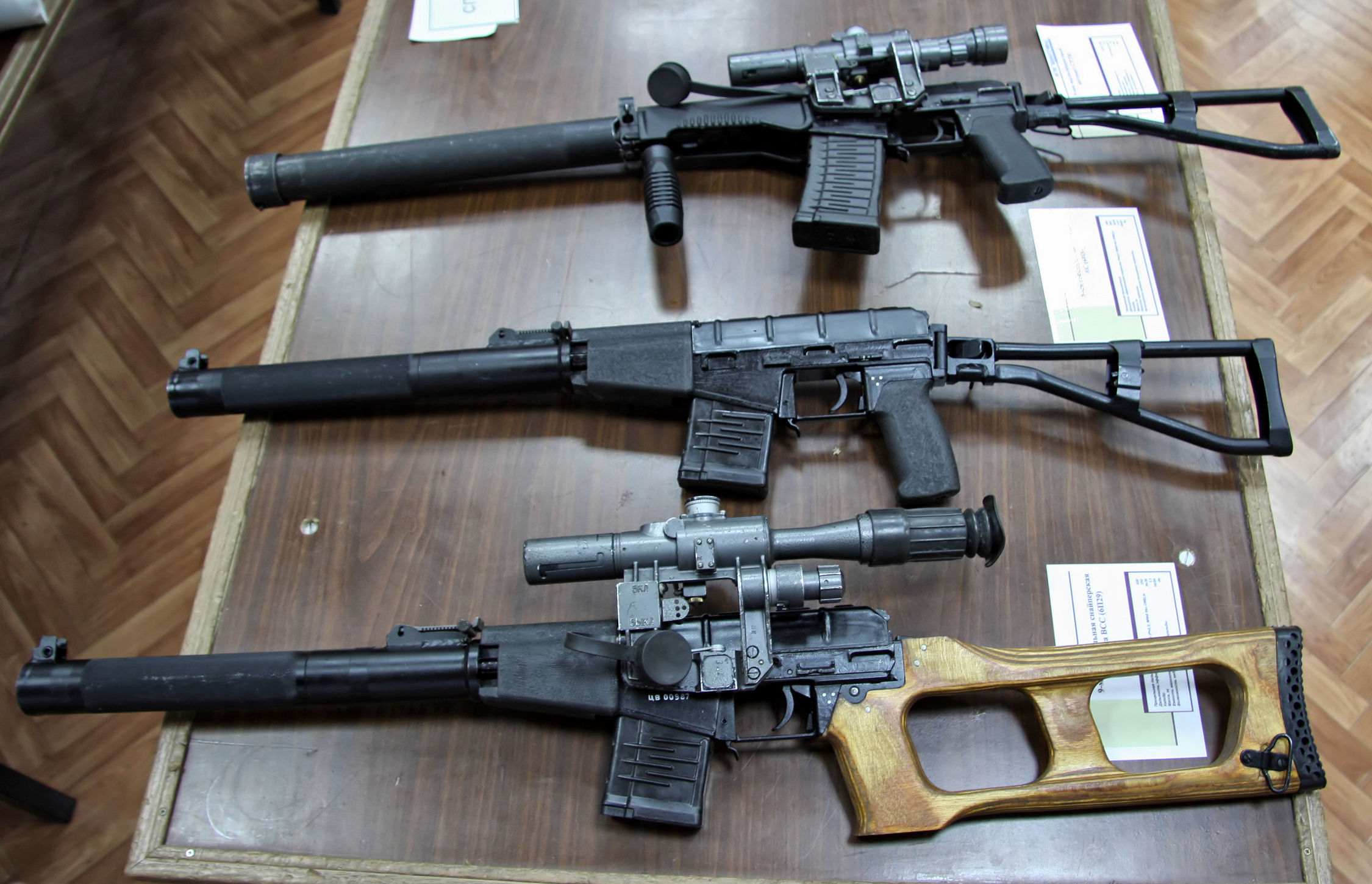
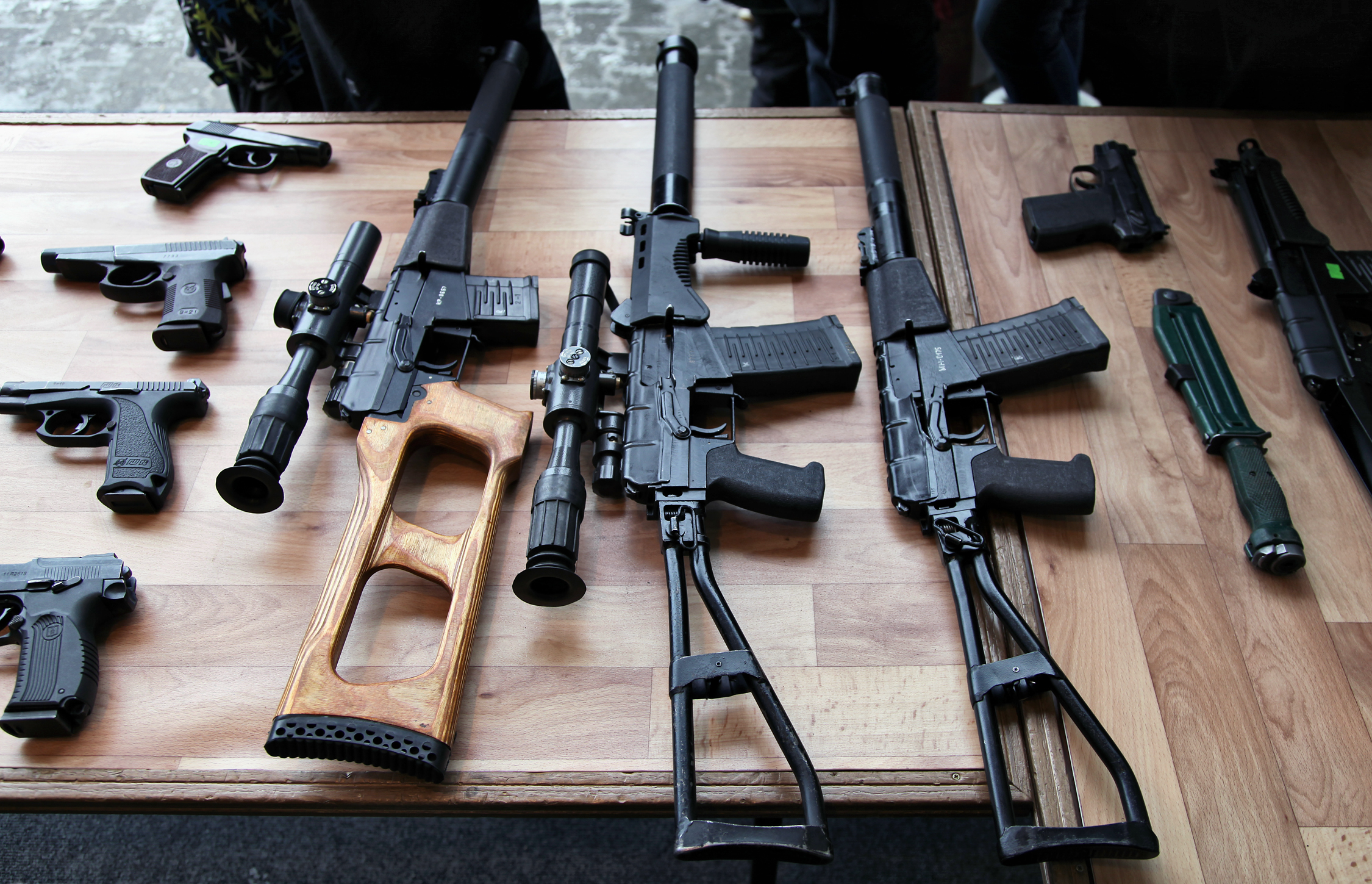
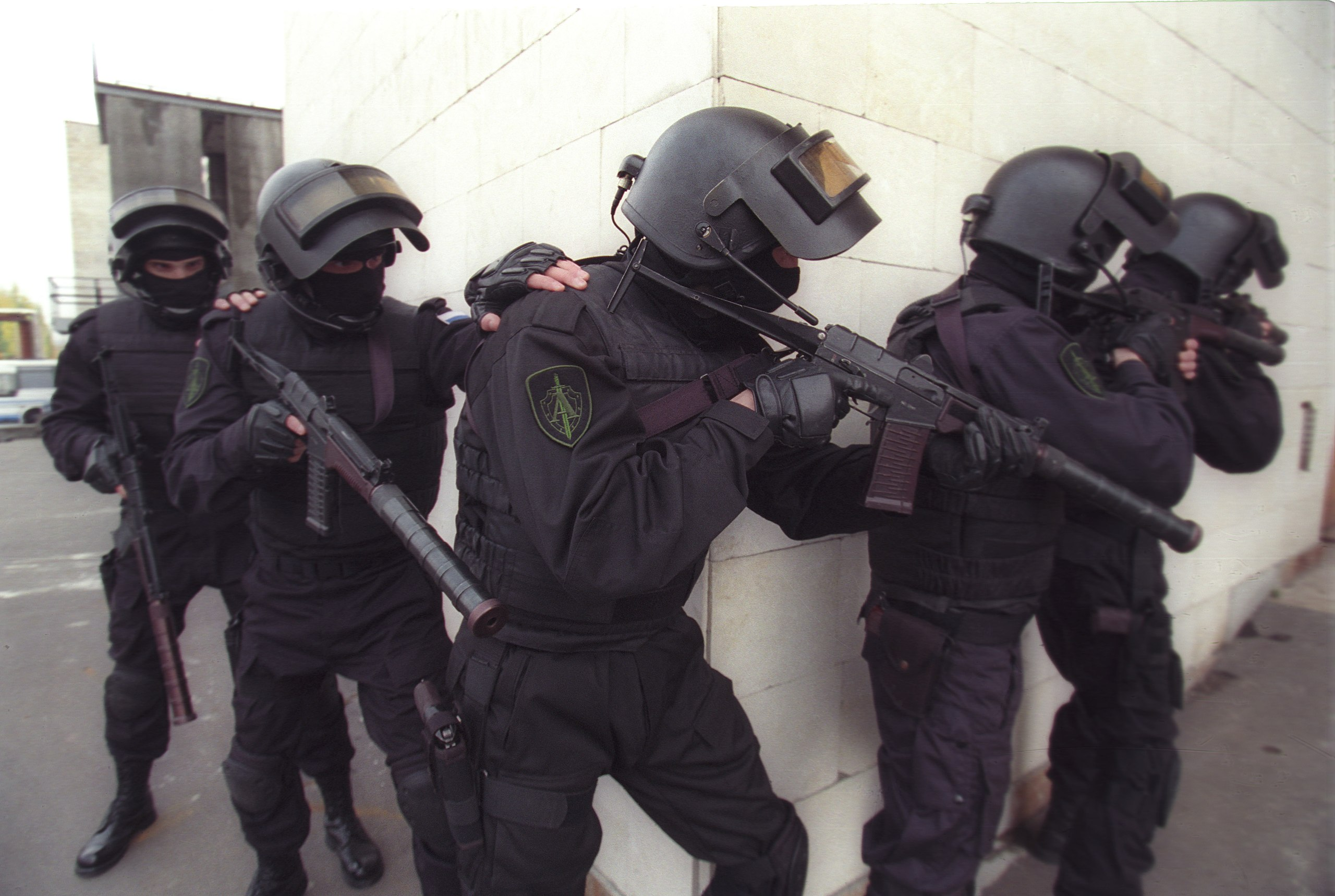
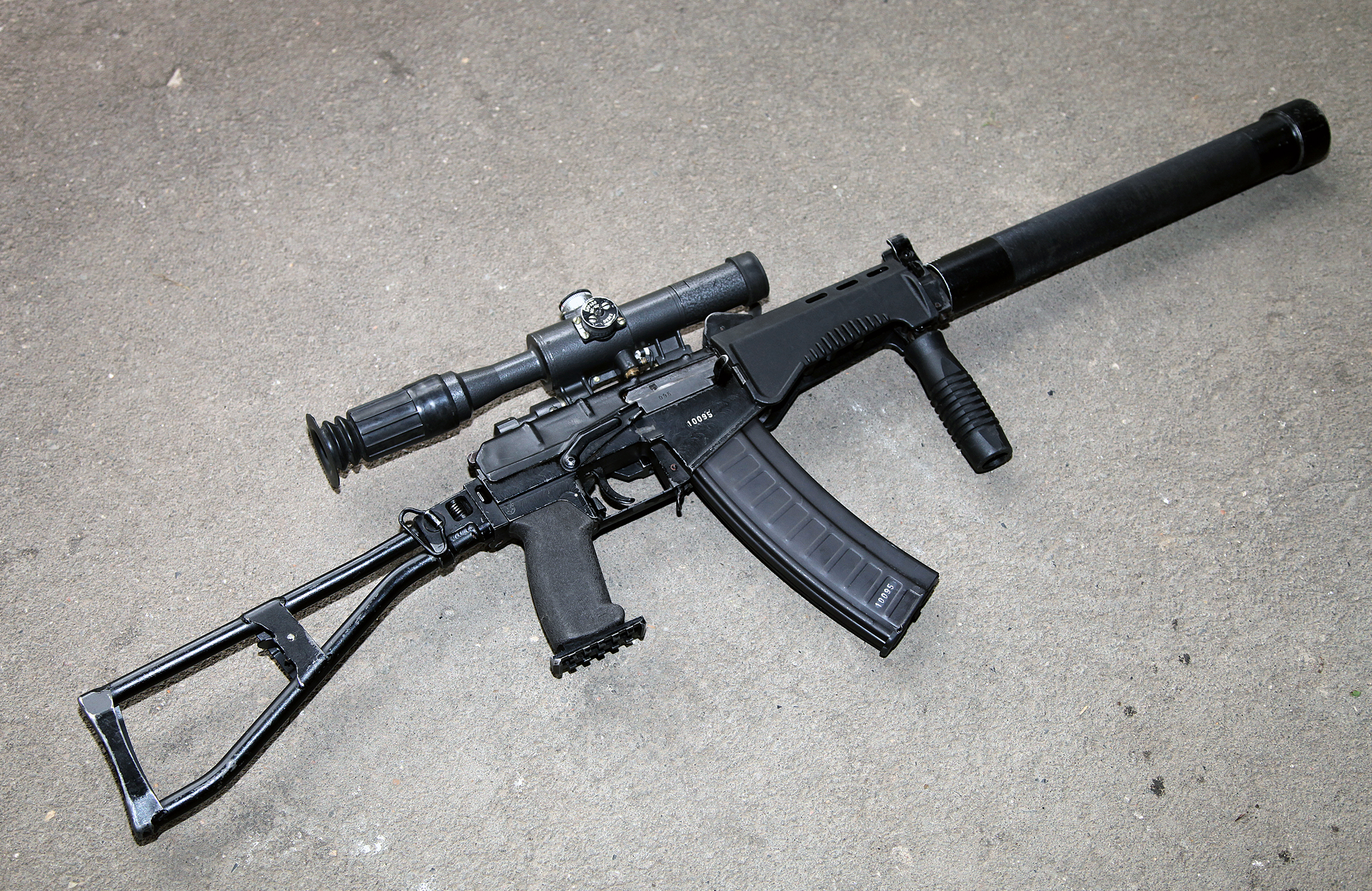
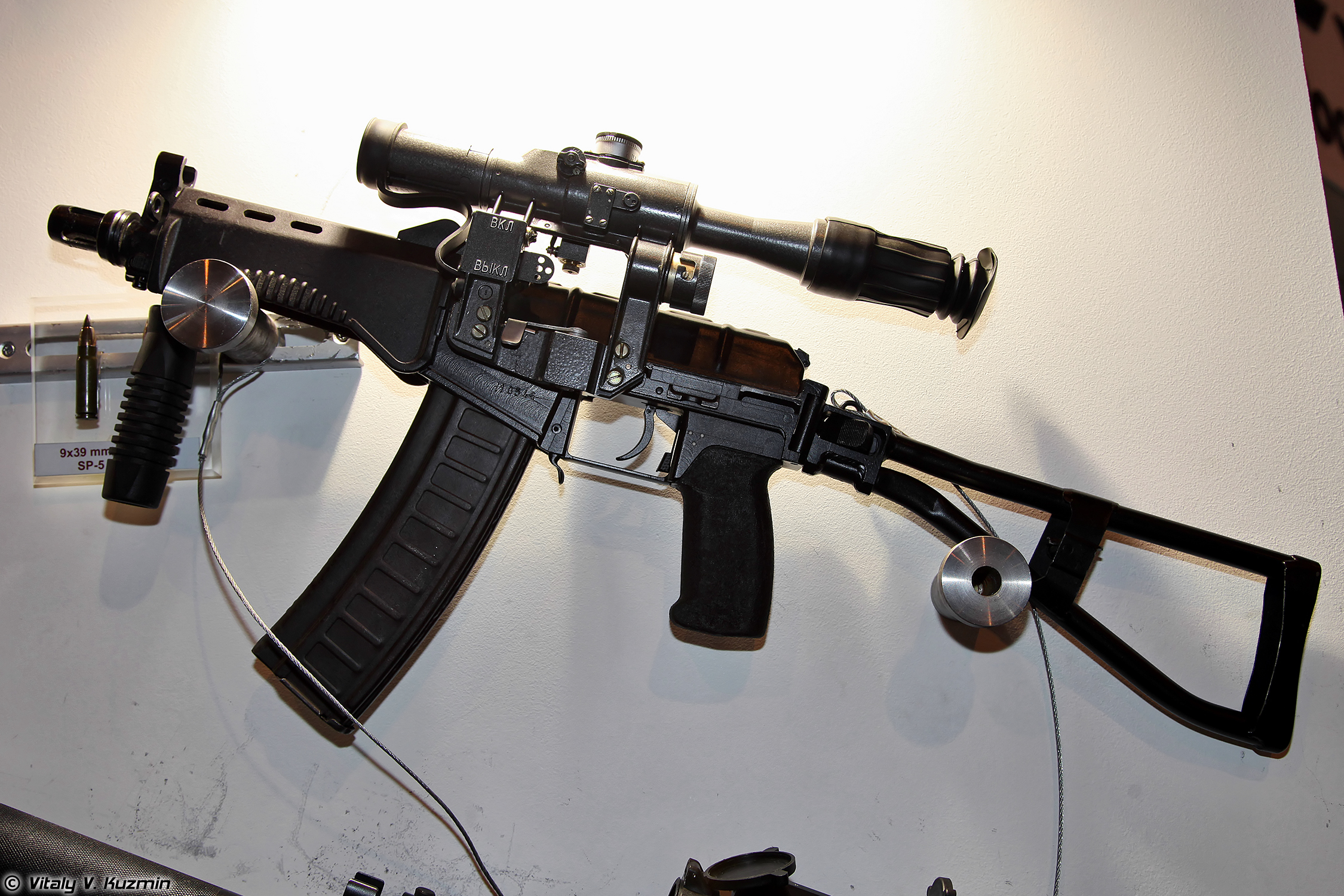